# پفافینگ (اتریش)
پفافینگ (به آلمانی: Pfaffing) یک منطقهٔ مسکونی در اتریش است که در ناحیه وکلابروک واقع شده‌است. پفافینگ ۱۳ کیلومتر مربع مساحت دارد ۵۵۵ متر بالاتر از سطح دریا واقع شده‌است.